# Helvellaceae
Helvellaceae is een familie van de Pezizomycetes, behorend tot de orde van Pezizales.

## Taxonomie
De familie bestaat uit de volgende geslachten:
- Acetabula
- Balsamia
- Barssia
- Cidaris
- Cyathipodia
- Dissingia
- Helvella (Kluifzwammen)
- Macropodia
- Midotis
- Paxina
- Phaeomacropus
- Phleboscyphus
- Picoa
- Pindara
- Wynnella